# ویلیام گوردون
ویلیام گوردون (انگلیسی: William Gordon؛ ۱۷۳۶ – ۲۵ مه ۱۸۱۶) فرد نظامی اهل پادشاهی بریتانیای کبیر بود.